# Emiliano Martínez
Damián Emiliano Martínez Romero (Mar del Plata, 2 de setembre de 1992), també conegut com a "Dibu", és un futbolista professional argentí que juga de porter per l'Aston Villa FC de la Premier League; és internacional amb la selecció argentina.
Martínez es va formar a les categories inferiors de l'CA Independiente abans de fitxar per l'Arsenal FC el 2010. A l'Arsenal va exercir de suplent, i va ser cedit a diversos clubs anglesos, abans d'irrompre en l'alineació titular el 2019, ajudant-los a guanyar una FA Cup i una FA Community Shield. El setembre del 2020, Martínez va marxar a l'Aston Villa, un altre club de la Premier League, en un traspàs valorat en 20 milions de lliures. En la seva primera temporada al club, va mantenir la porteria a zero en 15 ocasions, rècord del club a la Premier League.
Martínez va ser internacional juvenil amb Argentina, on va representar el seu país a les categories sub-17 i sub-20. Va ser convocat per primera vegada amb la selecció absoluta el 2021 i va ajudar el seu país a guanyar la Copa Amèrica 2021, a més de guanyar el Guant d'Or per mantenir la seva porteria a zero a la final.
Es guanyador de la Copa del Món de Futbol de 2022 amb la selecció argentina.

## Palmarès
Arsenal FC
- 1 Copa anglesa: 2019-20
- 3 Community Shield: 2014, 2015, 2020

Selecció argentina
- 1 Copa del Món: 2022[7]
- 2 Copes Amèrica: 2021,[8] 2024[9]
- 1 Copa de Campions Conmebol-UEFA: 2022[10]